# UAE Tour Women
UAE Tour Women – kobiecy kolarski wyścig etapowy rozgrywany corocznie w Zjednoczonych Emiratach Arabskich od 2023. Od początku istnienia należy do cyklu UCI Women’s World Tour.
Oprócz wyścigu kobiecego rozgrywany jest również wyścig męski, należący do cyklu UCI World Tour.

## Zwyciężczynie
Opracowano na podstawie:
| Rok  | Pierwsze             | Drugie         | Trzecie                   |
| ---- | -------------------- | -------------- | ------------------------- |
| 2023 | Elisa Longo Borghini | Gaia Realini   | Silvia Persico            |
| 2024 | Lotte Kopecky        | Neve Bradbury  | Margarita Victoria García |
| 2025 | Elisa Longo Borghini | Silvia Persico | Kimberley Le Court        |